# Commerce (Texas)
Commerce è una città della contea di Hunt, Texas, Stati Uniti. La popolazione era di 8 078 abitanti al censimento del 2010.
In città si trova la sede della Texas A&M University-Commerce, che è stata fondata nel 1894. Commerce è una delle città universitarie più piccole del Texas.

## Geografia fisica
Secondo l'Ufficio del censimento degli Stati Uniti, ha una superficie totale di 7,97 mi² (20,64 km²).
È situata all'estremità orientale del Texas settentrionale, nel cuore delle Texas Blackland Prairies, e nella parte nord-orientale della Dallas-Fort Worth Metroplex. La città si trova 106 km a nord-est di Dallas e 72 km a sud del confine tra il Texas e l'Oklahoma.

## Società

### Evoluzione demografica
Secondo il censimento del 2010, la popolazione era di 8 078 abitanti.

### Etnie e minoranze straniere
Secondo il censimento del 2010, la composizione etnica della città era formata dal 64,5% di bianchi, il 21,6% di afroamericani, lo 0,8% di nativi americani, il 5,0% di asiatici, lo 0,6% di oceanici, il 4,5% di altre razze, e il 3,0% di due o più razze. Ispanici o latinos di qualunque razza erano l'11,1% della popolazione.